# Веселин
Веселин е българско мъжко име, женската форма е Веселина и славянска форма на името Васил, също се свързва с веселие.
Това име означава „да е весел“ и „да весели близките си“.
Веселин има имен ден на 1 януари – Васильовден. На този ден християнството отбелязва деня на Св. Василий Велики.

## Известни хора, носещи име Веселин
- Веселин Близнаков (1944), български политик, министър на отбраната
- Веселин Вълков (1940), български актьор
- Веселин Маринов (1961), български певец
- Веселин Марешки (1967), български политик и предприемач, собственик на Локомотив (Пловдив)
- Веселин Мезеклиев (1958), български актьор
- Веселин Методиев (1957), български историк и политик, заместник министър-председател и министър на образованието и науката
- Веселин Михайлов, (1958), български футболист
- Веселин Минев (1980), български футболист
- Веселин Ранков (1959), български актьор
- Веселин Топалов (1975), български гросмайстор, световен шампион по шахмат
- Веселин Ханчев (1919 – 1966), български поет